# منطقه تیانیانگ
منطقه تیانیانگ (به لاتین: Tianyang District) یک شهرستان‌های جمهوری خلق چین در چین است که در بایسه واقع شده‌است.
 شهرستان تیانیانگ ۲٬۳۹۴ کیلومتر مربع مساحت و ۳۳۸٬۳۰۰ نفر جمعیت دارد و ۱۱۵ متر بالاتر از سطح دریا واقع شده‌است.